# آنسا ایکنن
آنسا ایکُنِن (فنلاندی: Ansa Ikonen; ۱۹ دسامبر ۱۹۱۳ – ۲۳ مهٔ ۱۹۸۹) بازیگر و کارگردان فیلم اهل فنلاند بود. او یکی از چهار کارگردان زن اول فنلاندی و یکی از بهترین بازیگران این کشور بود.
وی یکی از نخستین برندگانِ جایزه یوسی (در شاخه «بهترین هنرپیشه زن») در کشور فنلاند است.